# Dhiyadhoo
Dhiyadhoo is een van de bewoonde eilanden van het Gaafu Alif-atol behorende tot de Maldiven.

## Demografie
Dhiyadhoo telt (stand maart 2007) 123 vrouwen en 102 mannen.